# Juan Camilo Villa
Juan Camilo Villa Robles (* 11. Juni 1983 in Barranquilla) ist ein kolumbianischer Jazz- und Weltmusiker (Kontrabass, Bassgitarre, Komposition).

## Leben und Wirken
Villa, der in Kolumbien aufwuchs, zog 2004 nach Köln, wo er seine Band Latin Sampling gründete. Er absolvierte ein Instrumentalstudium an der Folkwang Universität der Künste in Essen.
Villa gehörte zur Band von Marialy Pacheco, mit der mehrere Alben entstanden, sowie zum Bruno Böhmer Camacho Trio, Einem.Art und zum Remy Filipovitch Ensemble. Weiterhin arbeitete er mit Hector Martignon, Edmar Castañeda, Samuel Torres, Dafnis Prieto, Michael Philip Mossman, Lily Dahab, Jocelyn B. Smith und Melane Nkounkolo. Er trat mit der WDR Big Band, der NDR Big Band und dem WDR Funkhausorchester in Konzerten auf, die auf ARTE und im Hörfunk übertragen wurden. Gemeinsam mit den Gitarristen Sven Jungbeck und José Diaz de León gründete er das Trio Django Latino, das das Repertoire der lateinamerikanischen Musik mit den Mitteln des Gypsy-Jazz interpretierte (gleichnamiges Album bei GLM 2022). 2025 ersetzte bei Django Latino Norbert Scholly Jungbeck. Villa ist auch auf Alben von Markus Wienstroer und Roberto Santamaria zu hören.
Villa arbeitet zudem als Musiklehrer; zwischen 2017 und 2019 lehrte er an der Weltmusikabteilung der Codarts Hogeschool voor de Kunsten in Rotterdam.

## Preise und Auszeichnungen
2004 gewann Villa mit seiner Band Latin Sampling den Deutschen Nachwuchs-Jazzpreis. Er erhielt den Folkwang-Preis als bester Jazzsolist.